# روبرتا کاول
روبرتا کاول (به انگلیسی: Roberta Cowell) (زاده ۸ آوریل ۱۹۱۸-درگذشته ۱۱ اکتبر ۲۰۱۱) اتومبیل‌ران حرفه‌ای سابق بریتانیایی بود.
او یک زن ترنس بود.